# Rapsodies
Rapsodies (gr: Ραψωδίες) es un álbum de estudio de la actriz griega Irene Papas junto a su compatriota Vangelis, editado en 1986 por Polydor.
Esta es la segunda colaboración de la diva con Vangelis, tras el álbum de temas tradicionales griegos Odes, de 1979, no obstante aquel fue editado como un trabajo de Papas solamente, mientras que este acredita a ambos en la portada.
El disco cuenta con 7 temas, dos de los cuales fueron compuestos por Vangelis (4 y 7), la autoría de los demás tracks no está especificada en los créditos.
Una edición remasterizada fue publicada en 2007.

## Lista de temas
- Títulos de la edición internacional, entre paréntesis los originales griegos.

1. To My Champion and Commander (Τη Υπερμάχω Στρατηγώ)
2. Oh, My Sweet Springtime (Ω! Γλυκύ Μου Έαρ)
3. I See Your Bridal Chamber All Bedecked (Τον Νυμφώνα Σου Βλέπω)
4. Rhapsody (Ραψωδία)
5. The Beauty of Your Virginity and The Splendor of Your Purity (Την Ωραιότητα Της Παρθενίας Σου)
6. Resurrection (Χριστός Ανέστη)
7. Song of Songs (Άσμα Ασμάτων)

## Personal
- Vangelis - intérprete, autor (tracks 4, 7), arreglador, productor
- Irene Papas - voz